# Just Stop Oil
Just Stop Oil, tạm dịch Hãy Ngưng Dầu, tự gọi mình là một liên minh các tổ chức phản kháng dân sự phi bạo lực, với các hoạt động liên quan đến vấn đề khí hậu và môi trường. Vào năm 2022, họ yêu cầu chính phủ Vương quốc Anh không được cấp phép cho tất cả các dự án mới liên quan đến khai thác, sử dụng dầu, khí và than. Mục tiêu lớn nhất của tổ chức là thiết lập được một hiệp ước có tính pháp lý cao đối với chính phủ Vương quốc Anh, mà khả thi nhất là Hiệp ước nhiên liệu hoá thạch, nhằm chấm dứt hoàn toàn việc khai thác và sử dụng nhiên liệu hóa thạch trước thời điểm năm 2030, bên cạnh đó là hỗ trợ và tài trợ cho các quốc gia khác để thực hiện quá trình chuyển đổi một cách chính đáng, công bằng và nhanh chóng.
Hãy Ngưng Dầu tuyên bố sẵn sàng thực hiện các hành động gây gián đoạn, cho đến khi nào các yêu sách được đáp ứng.
Tổ chức công bố nguồn tài trợ đến từ Quỹ Khẩn cấp Khí hậu và nhà biên kịch Adam McKay.

## Một số hoạt động gây tranh cãi tiêu biểu
Bóng đá vốn là môn thể thao thu hút nhiều sự chú ý nhất tại Anh, Hãy Ngưng Dầu đã lợi dụng điều này để tạo tiếng vang. Vụ việc nổi tiếng nhất xảy ra vào ngày 17 tháng 3 năm 2022, một thanh niên nam giới đã cố tình làm gián đoạn trận đấu giữa hai đội Everton và Newcastle. Anh ta chạy thẳng xuống sân và tự buộc cổ mình vào cột dọc khung thành.
Ngày 3 tháng 7 năm 2022, một nhóm biểu tình Hãy Ngưng Dầu gây sốc khi ngồi ngay giữa đường đua, trong lúc giải đua xe Grand Prix Anh đang diễn ra. Họ nhận phải những lời chỉ trích gay gắt khi gây nguy hiểm nghiêm trọng cho vận động viên và nhân viên an ninh. Tất cả bị kết tội gây rối trật tự công cộng sau đó.
Các tác phẩm nghệ thuật là mục tiêu “ưa thích” của Hãy Ngưng Dầu, lý do là bởi họ chắc chắn truyền thông sẽ đưa tin, kèm theo đó là các phản ứng gay gắt từ dư luận. Ngày 14 tháng 10 năm 2022, hai nhà hoạt động ném súp cà chua vào bức tranh Hoa hướng dương (1888) của danh họa Van Gogh, sau đó dán tay trái lên tường. Bức tranh được xác định không bị hư hại, phần khung bị thiệt hại nhẹ. Nhiều bức tranh nổi tiếng như The Hay Wain của John Constable, Thiếu nữ đeo hoa tai ngọc trai của Vermeer, Mona Lisa và Bữa ăn tối cuối cùng của Da Vinci cũng từng là “nạn nhân bất đắc dĩ". Hành vi phản cảm, có thể coi là cố tình "chọc giận" công chúng này, đặt ra câu hỏi về tính hiệu quả sẽ ở mức độ nào. Nhiều chuyên gia môi trường lo ngại Hãy Ngưng Dầu vừa tạo ấn tượng xấu đối với người dân bình thường, không hiểu về các vấn đề khí hậu, lại vừa gây mất hình ảnh cho nhiều nhóm hoạt động môi trường khác. Ý kiến của đa số giới nghệ thuật là phản đối, họ cho rằng các hành vi này không cần thiết, trông rất xấu xí và ngớ ngẩn, bởi lẽ xã hội hiện tại, đã và đang, và ngày một chú ý tới các vấn đề toàn cầu.

## Nghi vấn về nguồn tài trợ
Hãy Ngưng Dầu tuyên bố phần lớn nguồn tài trợ của họ đến từ Quỹ Khẩn cấp Khí hậu (CEF), một phong trào có trụ sở tại Hoa Kỳ thành lập năm 2019, cung cấp các khoản tài trợ cho các nhóm khí hậu trên toàn thế giới. Rất nhiều nhóm nhận tài trợ từ CEF có hoạt động mang tính cực đoan như Hãy Ngưng Dầu. Đáng chú ý, một trong những sáng lập viên của CEF là Aileen Getty, hậu duệ của J. Paul Getty, nhà sáng lập tập đoàn xăng dầu Getty Oil. Thông tin này làm dấy lên nghi ngờ rằng các nhóm như Hãy Ngưng Dầu chỉ là một công cụ trong tay giới tài phiệt ngành dầu mỏ.
Trên trang mạng chính của mình, Hãy Ngưng Dầu khẳng định sẵn sàng nhận tài trợ bằng tiền điện tử Ethereum. Các hoạt động liên quan đến tiền điện tử đã được xác định tiêu thụ rất nhiều năng lượng và phát thải khí carbon tương đối lớn.